# Йоганн Форгач
Йоганн Форгач (також Форґач; нім. Johann Graf Forgách von Ghymes und Gács, угор. Forgách János; 24 жовтня 1870, Галич, Австро-Угорщина — 25 вересня 1935, Будапешт, Королівство Угорщина) — австро-угорський дипломат.

## Біографія
Народився в 1870 році, угорець за походженням; посол у Белграді, з березня 1918 в Києві (Україна), спочатку як голова австрійської торгової делегації, згодом посол Австрії в УНР та Українській Державі. Форгач намагався контролювати дії українського уряду, спричинився до анулювання таємної угоди про Галичину і Буковину та до недопущення української адміністрації на Холмщину. Неприхильно для українців інформував австрійський уряд.